# Martin Andersch
Martin Otto Andersch (* 18. November 1921 in München; † 22. November 1992 in Hamburg-Blankenese) war ein deutscher Maler, Grafiker und Hochschullehrer (Professor) für Gestaltung.

## Leben
Martin Andersch stammte aus einem bürgerlich-konservativen Elternhaus. Er war der Jüngste von drei Söhnen des Tierarztes, späteren Buchhändlers, Immobilienkaufmanns und Versicherungsagenten Alfred Andersch sen. (1875–1929) und dessen Ehefrau Hedwig, geb. Watzek (1884–1976). Sein Vater kam aus einer nach Ostpreußen ausgewanderten Hugenotten-Familie, die Mutter war österreichisch-tschechischer Herkunft. Seine Brüder waren Rudolf (1909–1981) und Alfred (1914–1980).
Mit siebzehn Jahren kam Andersch, nach langer Krankheit, nach Hamburg. Alfred Andersch biografische Erzählung Brüder über einen Elbspaziergang handelt davon. Sein Bruder Alfred Andersch – Schriftsteller und zeitkritischer Autor der Nachkriegsliteratur (sein bekanntestes Werk ist Sansibar) – riet ihm, Grafikgestalter zu werden. Alfreds zweite Frau, Gisela Groneuer, war auch Malerin und Grafikerin.
Nach der Rückkehr aus der Kriegsgefangenschaft fuhr Martin Andersch zunächst als Kartenzeichner auf Forschungsschiffen zur See. Er war aber von der handwerklichen Ästhetik und Ausdrucksfähigkeit des Schreibens schon seit seinen Studien bei der Münchner Kalligraphin Anna Simons fasziniert.
Später fanden die dezenten, modernen Buchumschläge, Titelblätter und Einbände des Malers und Grafikers rasch Anklang. Er war als Lehrer tätig –, erst an der Werkkunstschule, dann auf einer Professur an der Fachhochschule für Gestaltung in Hamburg. Ein Band voller Spuren, Zeichen, Buchstaben (1988) war das Vermächtnis des Künstlers, der sich selbst nüchtern einen „Schreiber“ nannte.
Martin Andersch heiratete 1949 die Glasmalerin Anna Kinau (1914–2005). Ihr gemeinsamer Sohn Dirk Andersch (* 1950 in Hamburg) wurde Maler und Radierer. Anna Andersch-Marcus war in dritter Ehe mit Shlomo Marcus, einem Enkel von Josef Eschelbacher, verheiratet. Sie konvertierte hierzu zum jüdischen Glauben und lebte ab 1969 in Israel.
Andersch starb vier Tage nach seinem 71. Geburtstag in Hamburg.

### Wirken/Methode
In Anfängerkursen gab der Schriftkünstler seinen Schülern als erstes Packpapier und eine Rohrfeder in die Hand. Sie sollten erfahren, dass Buchstaben mehr sind als bloß Informationsträger.
Martin Andersch hatte sich als Maler der Schrift verschrieben – „als Mahnung gegen den Verlust von Fähigkeiten im Gebrauch der Handschrift und als Konsequenz aus Druck und Computer“. Dabei hatte der „Handwerker“ Andersch ein besonderes Verhältnis zu Papieren, Schreibwerkzeugen und Tuschen entwickelt. Das Ergebnis seiner Arbeit sind nicht nur über 1000 Bücher, die er künstlerisch gestaltet hat, sondern auch Kalligrafien mit einer eigenen Ästhetik, die – der fernöstlichen Kalligrafie vergleichbar – die Worte in Bilder umsetzt. Ganz im Sinne Ostasiens gehörte auch für Andersch die kontemplative Ruhe zum Schreiben.
In zahlreichen Workshops und Akademie-Lehrgängen brachte Martin Andersch den Studenten und Lehrern die Humanistische Kursive in der Form der Cancellaresca corsiva von Arrighi nah. Seiner Meinung nach sollte man auch überlegen, sie in den Schulen einzuführen, weil „die Humanistische Kursive international die lesbarere ist ... als die ästhetisch redundanten Formen der Vereinfachten Ausgangsschrift ... Das kleine Island hat schon den Anfang gemacht.“. Seinen Plan, eine „Schule der Schrift“ zu gründen, verwirklichte er im Haus der Katholischen Akademie Hamburg.

Beispiele aus der Schreibwerkstatt mit Martin Andersch 1991
Cancellaresca-Vorlage für die Schreibwerkstatt
Titelblatt – gestaltet mit der Cancellaresca
Schulschrift in Island, Kleinbuchstaben italic

## Nachlass
Sein schriftlicher Nachlass befindet sich im Deutschen Kunstarchiv im Germanischen Nationalmuseum in Nürnberg.

## Werke
- Spuren, Zeichen, Buchstaben: Über das Schreiben von Schrift, das Experimentieren mit Alphabeten und das Interpretieren von Texten; OM-Verlag, Ravensburg 1988
- Manual: Geschriebene Interpretationen poetischer Texte; OM-Verlag, Ravensburg 1991
- Martin Andersch: Kommentar zu einem Kommentar. In: Helmut Schreier u. a.: Schrift und Schreiben. Studieneinheit. Projekt Musisch-Ästhetische Erziehung in der Grundschule; 78. DIFF-Heft, Tübingen 1989. S. 79–83.